# Lézinnes
Lézinnes és un municipi francès, situat al departament del Yonne i a la regió de Borgonya - Franc Comtat. L'any 2007 tenia 741 habitants.

## Demografia

### Població
El 2007 la població de fet de Lézinnes era de 741 persones. Hi havia 347 famílies, de les quals 120 eren unipersonals (60 homes vivint sols i 60 dones vivint soles), 119 parelles sense fills, 76 parelles amb fills i 32 famílies monoparentals amb fills.
La població ha evolucionat segons el següent gràfic:
Habitants censats

### Habitatges
El 2007 hi havia 421 habitatges, 351 eren l'habitatge principal de la família, 39 eren segones residències i 30 estaven desocupats. 385 eren cases i 35 eren apartaments. Dels 351 habitatges principals, 255 estaven ocupats pels seus propietaris, 90 estaven llogats i ocupats pels llogaters i 7 estaven cedits a títol gratuït; 5 tenien una cambra, 28 en tenien dues, 71 en tenien tres, 101 en tenien quatre i 147 en tenien cinc o més. 234 habitatges disposaven pel capbaix d'una plaça de pàrquing. A 173 habitatges hi havia un automòbil i a 121 n'hi havia dos o més.

### Piràmide de població
La piràmide de població per edats i sexe el 2009 era:
| Homes | Edats   | Dones |
| ----- | ------- | ----- |
| 0     | 95 o +  | 0     |
| 0     | 90 a 94 | 0     |
| 4     | 85 a 89 | 8     |
| 4     | 80 a 84 | 12    |
| 16    | 75 a 79 | 24    |
| 20    | 70 a 74 | 20    |
| 28    | 65 a 69 | 44    |
| 24    | 60 a 64 | 28    |
| 20    | 55 a 59 | 16    |
| 32    | 50 a 54 | 16    |
| 20    | 45 a 49 | 28    |
| 28    | 40 a 44 | 28    |
| 20    | 35 a 39 | 16    |
| 36    | 30 a 34 | 20    |
| 24    | 25 a 29 | 36    |
| 12    | 20 a 24 | 16    |
| 32    | 15 a 19 | 28    |
| 24    | 10 a 14 | 24    |
| 28    | 5 a 9   | 16    |
| 12    | 0 a 4   | 32    |

## Economia
El 2007 la població en edat de treballar era de 443 persones, 319 eren actives i 124 eren inactives. De les 319 persones actives 288 estaven ocupades (151 homes i 137 dones) i 31 estaven aturades (12 homes i 19 dones). De les 124 persones inactives 57 estaven jubilades, 33 estaven estudiant i 34 estaven classificades com a «altres inactius».

### Ingressos
El 2009 a Lézinnes hi havia 338 unitats fiscals que integraven 732 persones, la mediana anual d'ingressos fiscals per persona era de 17.945 €.

### Activitats econòmiques
Dels 29 establiments que hi havia el 2007, 3 eren d'empreses extractives, 2 d'empreses alimentàries, 4 d'empreses de fabricació d'altres productes industrials, 4 d'empreses de construcció, 7 d'empreses de comerç i reparació d'automòbils, 2 d'empreses de transport, 1 d'una empresa d'hostatgeria i restauració, 1 d'una empresa financera, 1 d'una empresa de serveis i 4 d'empreses classificades com a «altres activitats de serveis».
Dels 11 establiments de servei als particulars que hi havia el 2009, 1 era una oficina de correu, 1 una oficina bancària, 2 tallers de reparació d'automòbils i de material agrícola, 1 paleta, 1 fusteria, 1 lampisteria, 1 electricista, 2 perruqueries i 1 restaurant.
Dels 5 establiments comercials que hi havia el 2009, 2 eren fleques, 1 una fleca, 1 una peixateria i 1 una joieria.
L'any 2000 a Lézinnes hi havia 10 explotacions agrícoles que ocupaven un total de 1.266 hectàrees.

## Equipaments sanitaris i escolars
L'únic equipament sanitari que hi havia el 2009 era una farmàcia.
El 2009 hi havia una escola elemental.

## Poblacions més properes
El següent diagrama mostra les poblacions més properes.